# Index.dat
index.dat – plik systemu operacyjnego Microsoft Windows, wykorzystywany przez przeglądarkę Internet Explorer, będący bazą danych używaną do przechowywania informacji, takich jak adresy URL, zapytania wpisywane przez użytkownika podczas szukania, czy też lista ostatnio otwartych plików. Przy aktywnej funkcji automatycznego uzupełniania (ang. Autocomplete), każdy adres jest zapisywany w pliku index.dat, umożliwiając tym samym przeglądarce Internet Explorer wygenerowanie listy propozycji, które pasują do fragmentu wpisanego przez użytkownika. 
Istnieją także odrębne pliki index.dat przechowujące listę odwiedzonych stron, czyli historię nawigacji, czy ciasteczka.
Rozszerzenie ".dat" jest bardzo często używane, w odniesieniu do danych różnych typów. Przyjęło się uważać, że pliki .dat nie są zapisane w formacie, który człowiek potrafi bezpośrednio odczytać.

## Kontrowersje
Istnieją opinie podzielane przez internetowe grupy, iż używanie pliku index.dat przez system operacyjny Windows, czy też aplikację Internet Explorer, stanowi naruszenie prywatności. Wynika to także z faktu, iż plik index.dat nie może być łatwo skasowany, czy też wyzerowany, ponieważ jest otwarty (używany) przez Windows. Pliki otwarte do zapisu, nie mogą być skasowane. Wielkość takiego pliku ma także znaczenie z punktu widzenia wydajności systemu, i nawigacji w internecie, i jest to już zauważalne przy plikach większych niż 80 MB.
Usunięcie historii nawigacji oraz innych tymczasowych plików internetowych (oczyszczenie pamięci podręcznej) nie powoduje naruszenia pliku index.dat, który zawiera listę wszystkich odwiedzonych stron oraz ciasteczka.
Jednakże, przedstawiciele firmy Microsoft przekazali informację, że plik index.dat może zostać skasowany przez zaawansowanych użytkowników. W tym celu należy wystartować Windows w trybie bezpiecznym i usunąć plik.
Istnieje także oprogramowanie umożliwiające skasowanie pliku index.dat.
Problem ten został naprawiony w przeglądarce Internet Explorer w wersji 7.